# Łoza (rejon wileński)
Łoza (lit. Karklinė) – kolonia na Litwie, w okręgu wileńskim, w rejonie wileńskim, w gminie Bujwidze.

## Historia
W dwudziestoleciu międzywojennym zaścianek leżący w Polsce, w województwie wileńskim, w powiecie wileńsko-trockim, do 1 kwietnia 1927 w gminie Bystrzyca, następnie w gminie Niemenczyn. W 1931 miejscowość liczyła 14 mieszkańców, zamieszkałych w 2 budynkach.
Po II wojnie światowej w granicach Związku Sowieckiego. Od 1991 na niepodległej Litwie.